# 시인과 촌장
시인과 촌장(市人과 村長)은 대한민국의 포크 음악 그룹이다. 1981년에 데뷔하였고, 명칭은 서영은의 소설 《시인과 촌장(詩人과 村長)》에서 따왔다. 〈가시나무〉, 〈사랑일기〉, 〈풍경〉등 히트곡이 있고, 광고음악에 쓰이면서 히트를 쳤다. 노래 중 〈가시나무〉는 여러 가수들이 리메이크하였는데, 가수 조성모의 리메이크 곡이 큰 인기를 끌기도 했다.

## 앨범
- 1집 《시인과 촌장》(1981년)
- 2집 《푸른 돛/사랑일기》(1986년)
- 3집 《숲》(1988년)
- 4집 《다리(The Bridge)》(2000년)